# 郑传鉴
郑传鉴（本名郑荣寿，1910年1月—1996年7月6日），字镜臣，江苏苏州人，昆曲传字辈演员。1921年进入昆剧传习所，师承吴义生、工老生。1931年，与部分师兄弟一起发起成立仙霓社。1944年后，加入多个越剧团，提倡越剧吸收昆剧艺术。1954年起，在上海市戏曲学校昆剧班和越剧班任教。1972年退休。1996年在上海病逝。